# 本多治見站
本多治見站（日语：／ Hontajimi eki */?）是位於岐阜縣多治見市，東濃鐵道笠原線的鐵路車站（廢站）。
此站是在土岐川的左岸，新多治見站是在土岐川對面岸。另外，此站也是在多治見市市內。

## 歷史
- 1928年（昭和3年）7月1日：笠原鐵道車站啟用[1][2]。
- 1944年（昭和19年）3月1日：笠原鐵道與駄知鐵道等公司合併為東濃鐵道（第二代）。此站成為東濃鐵道笠原線車站。
- 1971年（昭和46年）6月12日：由於客量減少，笠原線的客運業務暫停。自此該線只有貨運業務。此站事實上暫停營業。
- 1978年（昭和53年）11月1日：笠原線廢線，此站也被廢除[2]。

## 車站構造
此站是地面車站，設有2面2線的月台和站舍。

## 現況
車站遺址現時的地名為多治見市平和町。路軌遺址變為單車徑和行人路。車站遺址變為東濃鐵道附屬公司（東鐵商事）的建築物。

## 相鄰車站
東濃鐵道
笠原線
新多治見－本多治見－市之倉口

## 注腳
1. ↑  「地方鉄道運輸開始」《官報》1928年7月6日（國立國會圖書館數碼化收藏）
2. 1 2  今尾惠介監修《日本鐵道旅行地圖帳 7號 東海》新潮社 42頁

## 相關項目
- 日本鐵路車站列表 Ho